# Рифт Червоного моря
Рифт Черво́ного мо́ря — межа між двома тектонічними плитами, Африканською і Аравійською. 

## Розташування
Рифт прямує під дном Червоного моря, від південного краю рифта Мертвого моря до трійника з Аденським хребтом і Східно-Африканським рифтом — Афарський трійник в Афарській улоговині на сході Африки.

## Склад
Рифтова зона, включає острів Джабаль аль-Таїр, утворений базальтами стратовулкана під тією ж назвою, розташованого на північний захід від Баб-ель-Мандебської протоки в гирлі Червоного моря, приблизно на півдорозі між Єменом і Еритреєю. Вулкан спалахнув 30 вересня 2007 року, після 124 років спокою.

## Дивись також
- Рифт Суецької затоки